# Nicanor Restrepo Santamaría
Nicanor Restrepo Santamaría (Medellín, 25 de agosto de 1941-Medellín, 14 de marzo de 2015) fue un empresario, e ingeniero colombiano.
Fue fundador y presidente del conglomerado colombiano Grupo Empresarial Antioqueño.

## Biografía
Nació en Medellín, egresó del Colegio San José de Medellín en 1959, posteriormente estudió Ingeniería Administrativa en la Escuela de Minas de Antioquia, hoy Facultad de Minas de la Universidad Nacional y estudió una maestría en sociología en la Escuela de Altos Estudios en Ciencias Sociales de París.
Comenzó su carrera laboral como ingeniero de entrenamiento en Coltejer, después fue asistente de gerencia del gerente general de Primavera, seguido por unos años como analista de mercados y director de procesamiento y de ventas de Celanese Colombiana S.A.  
Su carrera comenzó en 1976 como presidente de la Corporación Financiera Suramericana y después como vicepresidente financiero de la Compañía Suramericana de Seguros y Filiales en 1979. Llegó a la Presidencia de la Corporación Financiera Nacional en 1982.  
En 1983 fue designado Gobernador de Antioquia durante el gobierno de Belisario Betancur. Finalmente, en 1984 asumió la presidencia de Suramericana y ocupó ese cargo hasta el año 2004. En ese mismo año fue reemplazado por Juan Camilo Ochoa, uno de los empresarios más reconocidos en Antioquia. 
En 1997, siendo presidente de las aseguradoras de Suramericana, lideró el proceso de escisión del portafolio de inversiones de la Compañía, para crear la que hoy es matriz del Grupo Empresarial Sura, asumiendo la presidencia de ambas empresas. Así mismo, se desempeñó como presidente de las juntas directivas de Cementos Argos, Grupo Nacional de Chocolates, Bancolombia, Suramericana, Fundación Suramericana y Smurfit Kappa Cartón. 
Además también fue miembro activo de las juntas directivas de Sofasa, Almacenes Éxito, Conconcreto, Carvajal y Solla. También fue presidente del consejo superior de la Universidad Eafit, miembro de la sala de dirección general de la Escuela de ingeniería de Antioquia, profesor de mercadotecnia en la Universidad Nacional de Colombia, presidente del consejo directivo de Proantioquia y miembro de consejos directivos de diferentes fundaciones. 
Participó como consejero de paz durante el gobierno de Andrés Pastrana.
Falleció en Medellín el 14 de marzo de 2015, a causa de una enfermedad pulmonar.

## Familia
Nicanor era hijo del político Juan Guillermo Restrepo, y nieto del empresario Nicanor Restrepo Restrepo. Era también sobrino nieto del político y empresario Carlos Eugenio Restrepo.